# Émetteur de Villebon-sur-Yvette
L'émetteur de Villebon-sur-Yvette était un émetteur radio situé sur la commune de Villebon-sur-Yvette dans le département de l'Essonne, qui a assuré la couverture radiophonique de l'Île-de-France de 1935 à 2021. Il était exploité par Télédiffusion de France (TDF).

## Émetteur ondes moyennes
Les premières installations ont été construites en 1934 et mises en service en 1935. Elles abritaient à l'époque le plus puissant émetteur en ondes moyennes de France, celui de Paris PTT qui émettait sur 695 kHz avec 100 kW. Les antennes étaient portées par deux pylônes haubanés de 120 m. La station diffusait auparavant depuis un émetteur sur les toits de l'École Supérieure des PTT, située rue de Grenelle à Paris. Le site est inauguré par Marcel Pallenc, directeur de la Radiodiffusion française.
Après sabotage par les Allemands pendant la Seconde Guerre mondiale, l'émetteur repart en 1945. Les pylônes mesurent désormais 73 m.
En 1951, un nouvel émetteur ondes moyennes est installé et diffuse Paris-Inter avec une puissance de 100kW. Il est équipé de tubes vapotron, une technologie de refroidissement récemment mise au point.
Autre mésaventure, l'un des deux pylônes est saboté par l'OAS en 1961.
En 1965, un deuxième émetteur est mis en service pour diffuser France Culture.
Du temps de l'ORTF, le programme régional Inter Paris Île-de-France est diffusé en décrochage d'Inter-Variétés depuis l'émetteur en ondes moyennes de Villebon sur Yvette (sur 1070 kHz), et ceci jusqu'au 6 janvier 1975.
Jusqu'en 2015, un émetteur diffuse l'antenne Île-de-France de France Bleu (France Bleu 107.1) sur 864 kHz avec une puissance de 300 kW, ainsi qu'épisodiquement d'autres radios locales. Cet émetteur a été le premier émetteur ondes moyennes tout transistors (solid state) de cette puissance installé en France. Depuis les essais de diffusion en CQUAM (procédé de codage stéréo AM américain) opérés sur cet émetteur vers le début des années 2000, l'émetteur continue à diffuser en AM stéréo.
Radio France a décidé de couper tous ses émetteurs en modulation d'amplitude à la fin de l'année 2015. Seul a subsisté l'émetteur diffusant France Inter sur 162 kHz qui a été désactivé fin 2016. De ce fait, Radio France n'est plus audible sur la bande 530-1610 kHz depuis le début de l'année 2016.
Les installations sont démontées en 2021 et seul le bâtiment technique subsiste sur le site.

## Émetteur de la Plesse
À quelques centaines de mètres du centre principal, sur le chemin de Courtaboeuf, se trouve un centre d'émetteurs de radio FM et de téléphonie mobile, situés sur un pylône autostable de 76 m appartenant lui aussi à TDF. Ce pylône abritait des émetteurs de télévision, qui ont fait partie des premiers à émettre la télévision numérique terrestre dès le 31 mars 2005. Ils ont depuis été déplacés sur un château d'eau de 73 m à environ un kilomètre de là. Ils sont exploités par Towercast et TDF.

### Liste des radios diffusées
| Fréquence | Station        | Puissance (PAR) | RDS (PS) |
| --------- | -------------- | --------------- | -------- |
| 95.4      | France Inter   | 1 kW            | __INTER_ |
| 97.1      | France Musique | 1 kW            | MUSIQUE_ |
| 98.0      | France Culture | 1 kW            | _CULTURE |

### Téléphonie mobile
| Opérateur        | 2G  | 3G  | 4G  | FH  |
| ---------------- | --- | --- | --- | --- |
| Orange           | Oui | Oui | Oui | Non |
| SFR              | Oui | Oui | Oui | Oui |
| Bouygues Telecom | Oui | Oui | Oui | Oui |
| Free             | Non | Oui | Oui | Non |

Source : Situation géographique du site sur cartoradio.fr (consulté le 11 avril 2017).

## Références

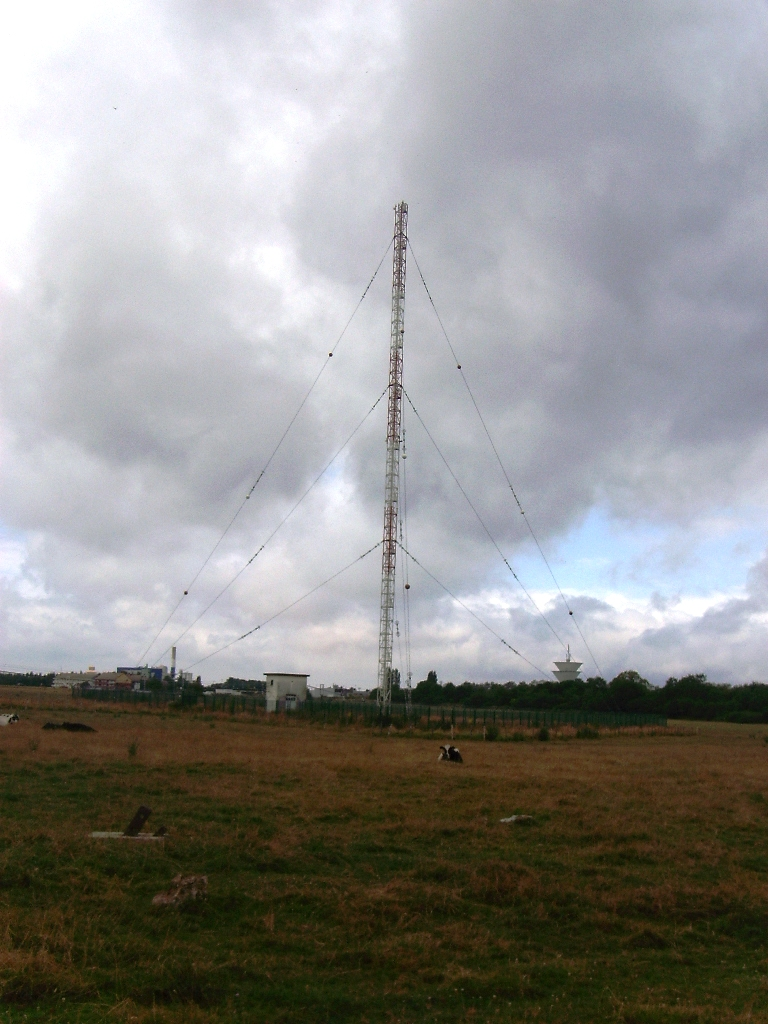
Antenne no 2 (la plus haute)
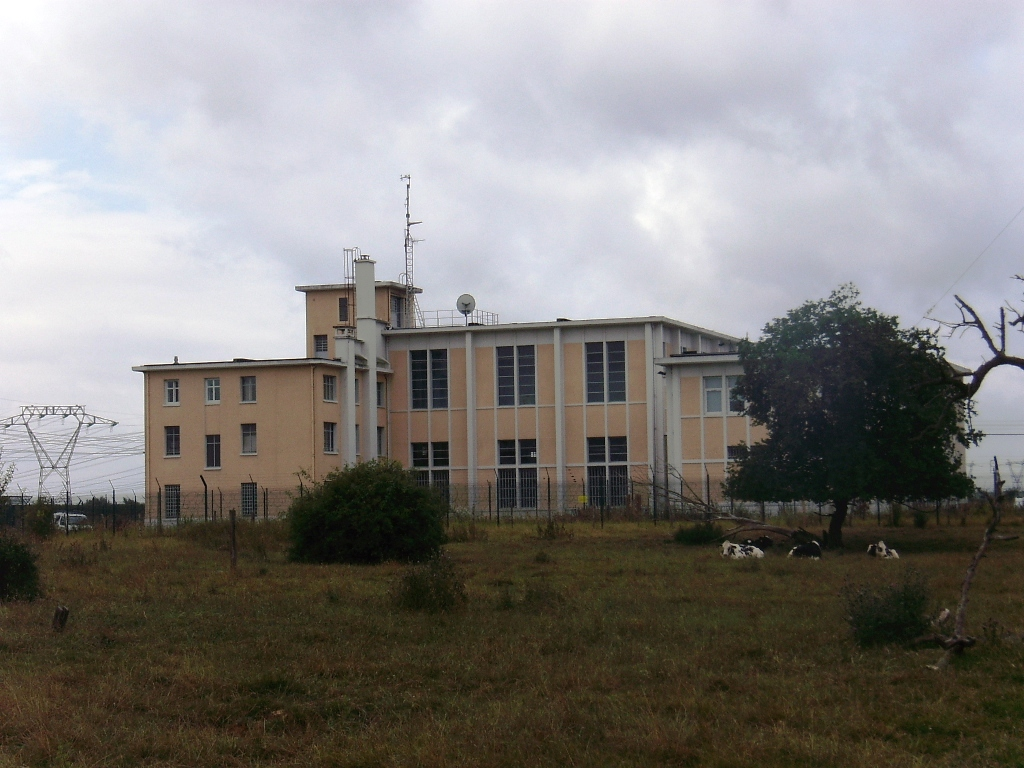
Le bâtiment de TDF
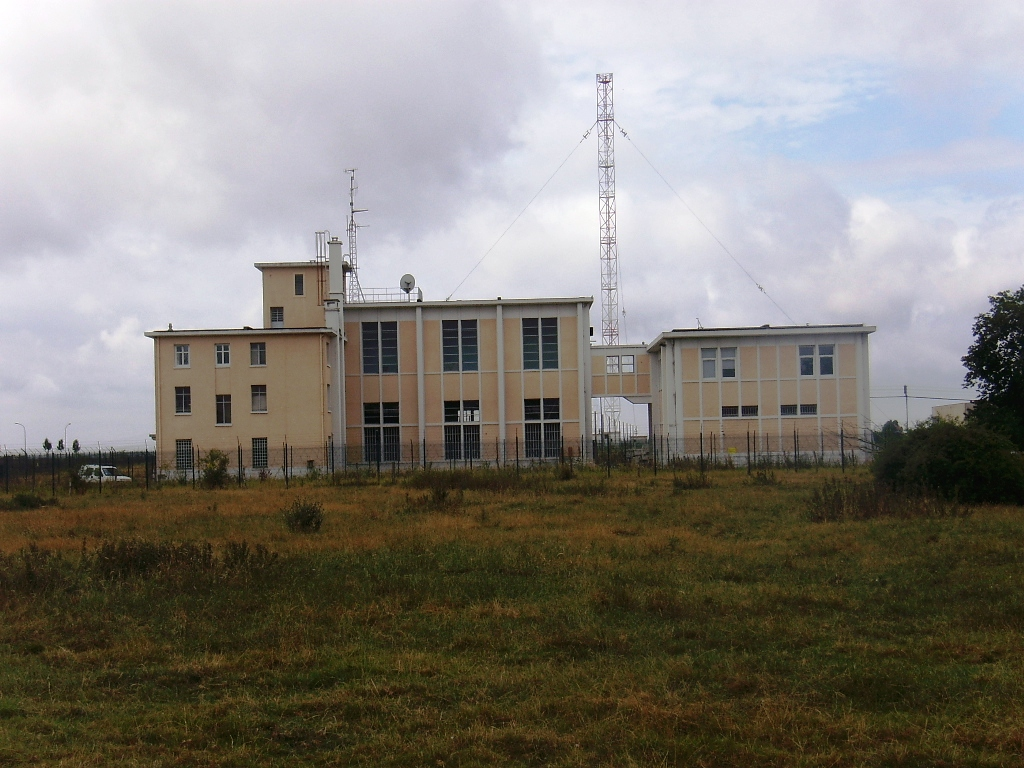
Le bâtiment et l'antenne no 1 derrière

### Autres transmissions
- Direction des Routes : COM TER
- IFW (opérateur de WiMAX) : BLR de 3 GHz
- E*Message (opérateur de radiomessagerie) : RMU-POCSAG
- TDF : Faisceau hertzien

Source : Situation géographique du site sur cartoradio.fr (consulté le 11 avril 2017).

### Photos du site
- Annuaireradio.fr (consulté le 11 avril 2017).